# Psammophiliella filipes
Psammophiliella filipes là loài thực vật có hoa thuộc họ Cẩm chướng. Loài này được (Boiss.) Ikonn. miêu tả khoa học đầu tiên năm 1976.